# Suriname en de Verenigde Naties
Suriname is lid van de Verenigde Naties (VN). Voor toelating werd gestemd op 4 december 1975, anderhalve week na de Surinaamse onafhankelijkheid.

## Lidmaatschap
Op 1 december 1975, een kleine week na de Surinaamse onafhankelijkheid op 25 november, nam de Veiligheidsraad unaniem resolutie 382 aan waarin het lidmaatschap van de VN werd aanbevolen. Op donderdag 4 december volgde de definitieve toelating door stemming in de Algemene VN-Vergadering. Aansluitend sprak de premier van Suriname, Henck Arron, de inaugurele rede in de Algemene Vergadering uit. Suriname vestigde de missie in New York fysiek in maart 1976.
Tijdens een economische crisis, in 2018, was Suriname te laat met de betaling van de contributie van circa 275.000 Amerikaanse dollar jaarlijks, en had de regering een achterstand laten oplopen van 800.000 dollar. Nadat de VN Suriname het stemrecht tijdelijk ontnam, liep Suriname de achterstand alsnog in.
Suriname was rond 2000 en is van 1 januari 2024 tot en met 31 december 2026 lid van de Economische en Sociale Raad van de VN.
Voor de 78e sessie van de algemene VN-vergadering werd ambassadeur Sunil Sitaldin op 1 juni 2023 voor Suriname gekozen tot vicevoorzitter; de Guyaanse ambassadeur Dennis Francis werd gekozen als voorzitter.

## Stemrecht
Suriname heeft geen grote invloed binnen de VN. Wel levert het geregeld een strategische stem, in ruil voor steun aan projecten in eigen land. Suriname stemde bijvoorbeeld jarenlang voor de walvisvangst en kreeg net als een aantal andere Caraïbisch landen schenkingen van, in ruil voor Japanse ondersteuning van de visserijsector. Onder meer werd een vissershaven ter waarde van zeven miljoen USD gebouwd. In 2018 zegde Japan het Nationaal Coördinatiecentrum Rampenbestrijding goederen en materiaal toe in ruil voor steun op internationale fora. De wederkerigheid van het Surinaamse stemgedrag werd in het geval van Japan door de politiek ontkend.
In 2012 erkende Suriname de paspoorten van Kosovaren en in 2016 erkende Suriname het land Kosovo. Nadat minister Yldiz Pollack-Beighle van Buitenlandse Zaken in 2017 een ontmoeting had met haar ambtsgenoot Sergey Lavrov uit Rusland, een bondgenoot van Servië, trok Suriname de erkenning van Kosovo weer in. In februari 2018 bezocht de plaatsvervangende premier van Servië, Ivica Dačić, Suriname om de samenwerking te bevestigen op basis van "principes van wederzijds respect en voordeel." Dit principe werd in het geval van Servië als een van de eerste keren geformuleerd, in combinatie met het zich niet mengen in buitenlandse aangelegenheden. Dit principe werd later ook herhaald in de betrekkingen met India en China, in 2019 tijdens de regering-Bouterse II, en Nederland tijdens de regering-Santokhi in 2020. Sinds Suriname rond 2021 nauwere diplomatieke betrekkingen met Marokko aanging, erkent het de Westelijke Sahara als Marokkaans grondgebied. Met dit land werden afspraken gemaakt om een "gunstige samenwerking te bevorderen".

## Vertegenwoordigingen
Suriname had al vrij snel een permanente vertegenwoordiging in New York en heeft dat sinds 2023 ook in Genève.

### New York
Hieronder volgt een (incomplete) lijst van Surinaamse ambassadeurs bij de VN in New York:
| Ambassadeur        | start                      | vertrek      | opmerking |
| ------------------ | -------------------------- | ------------ | --------- |
| Henri Guda         | november 1983              | 1988 of 1989 |           |
| Kriesnadath Nandoe | 1989                       |              |           |
| Henry Mac Donald   | augustus 2007              | 2019         |           |
| Kitty Sweeb        | 19 juni 2019               | eind 2021    |           |
| Sunil Sitaldin     | december 2021/januari 2022 |              |           |

### Genève
Hieronder volgt de lijst van Surinaamse ambassadeurs bij de VN in Genève:
| Ambassadeur           | start | vertrek | opmerking |
| --------------------- | ----- | ------- | --------- |
| Aroen Jadoenathmisier | 2023  |         |           |